# 1-重氮-2-氧代-2-苯乙基膦酸二甲酯
1-重氮-2-氧代-2-苯乙基膦酸二甲酯是一种有机化合物，化学式为C10H11N2O4，它可用于醛类转化为炔烃的增加一个碳原子的反应。它最初由道格拉斯·F·泰伯于2008年发现。

## 合成
它可以2-溴苯乙酮和亚磷酸三甲酯为原料反应制得。